# San Martino al Tagliamento
San Martino al Tagliamento (friülà Sant Martin di Voleson) és un municipi italià, dins de la província de Pordenone. L'any 2007 tenia 1.498 habitants. Limita amb els municipis d'Arzene, San Giorgio della Richinvelda, Sedegliano (UD) i Valvasone.

## Administració
| Període | Identitat          | Partit         |
| ------- | ------------------ | -------------- |
| 2004-   | Gianpaolo D'Agnolo | Centreesquerra |